# Mandrin (film, 1924)
Pour les articles homonymes, voir Mandrin.
Pour plus de détails, voir Fiche technique et Distribution.
Mandrin est un film muet français réalisé par Henri Fescourt, sorti en 1924.

## Synopsis
Les aventures du contrebandier Mandrin à la tête d'une troupe de brigands, au XVIIIe siècle, en lutte contre les fermiers généraux, chargés de recouvrer les impôts et droits de douane.

## Fiche technique
- Titre : Mandrin
- Réalisation : Henri Fescourt, assisté de René Barberis
- Scénario : Arthur Bernède
- Décors : Georges Quenu
- Photographie : Jean Bachelet, René Gaveau, Willy Faktorovitch, Karémine Mérobian, Paul Portier
- Montage : Jean-Louis Bouquet
- Société de production : Société des Cinéromans
- Société de distributeur d'origine : Pathé-Consortium-Cinéma
- Pays de production :  France
- Genre : Film dramatique, Film historique
- Durée : 8 épisodes (8 000 mètres)
- Dates de sortie : 
  - France : 15 février 1924

## Distribution
- Romuald Joubé : capitaine Mandrin
- Jacqueline Blanc : Nicole Malicet
- Paul Guidé : M. Bouret d'Etigny, Fermier Général
- Hugues de Bagratide : l’exempt Troplong, dit Pistolet
- Johanna Sutter : Tiennot, compagnon de Mandrin
- Émile Saint-Ober : Mi-Carême, compagnon de Mandrin
- Pierre Bernier : Carnaval, compagnon de Mandrin
- Gilbert Dalleu : M. de la Morlière
- Jeanne Helbling : Marquise de Pompadour
- Rahna Kaliva : la danseuse Marie-Anne de Camargo
- Mme Ahnar : Mme de Malicet
- Louis Monfils : M. de Malicet
- Andrée Valois : Martine, la domestique des Malicet
- Jean Peyrière : Louis XV
- Jane Pierson : une femme
- Lucien Bataille : un compagnon de Mandrin
- Charles Leclerc : marquis René-Louis d’Argenson
- Bardès : M. de Voltaire
- Georges Martel : un fermier général

## Autour du film
- Le film a été tourné à Pérouges (Ain), Peille, Cagnes-sur-Mer, Saint-Paul de Vence (Alpes-Maritimes), dans le Dauphiné et au studio des Cinéromans à Joinville-le-Pont.
- « Mandrin, par son lyrisme généreux, son souffle épique et le dynamisme de ses images, s'affirme comme un véritable western français »[1]
- Francis Lacassin a réalisé le film de court métrage Mon ami Mandrin (1959) qui cite plusieurs extraits du film d'Henri Fescourt. Ce film est visible sur le site de la Cinémathèque de Grenoble[2]